# مژیتسا
مژیتسا (به لاتین: Mežica)  در اسلوونی با جمعیت ۳٬۹۶۶ نفر است.